# Дубровка (Кричевский район)
Дубровка (бел. Дубраўка) — деревня в Кричевском районе Могилёвской области Белоруссии. Входит в состав Бельского сельсовета.

## География
Деревня находится в северо-восточной части Могилёвской области, в пределах Оршанско-Могилёвской равнины, к западу от республиканской автодороги Р15, на расстоянии примерно 8 километров (по прямой) к северо-северо-западу (NNW) от города Кричева, административного центра района. Абсолютная высота — 168 метров над уровнем моря.
Климат деревни характеризуется как влажный континентальный (Dfb в классификации климатов Кёппена).

## История
Согласно «Списку населённых мест Могилёвской губернии» 1910 года издания населённый пункт входил в состав Малятичской волости Чериковского уезда Могилёвской губернии. В Песьковичах имелось 4 двора и проживал 61 человек (30 мужчин и 31 женщина).
27 сентября 2024 года Лобковичский сельсовет Кричевского района Могилёвской области переименован в сельсовет «Бельскі» (на русском языке – «Бельский»).

## Население

### Численность
- 2009 год — 7 жителей

### Динамика
- 2009 год — 7 жителей